# František Andršt

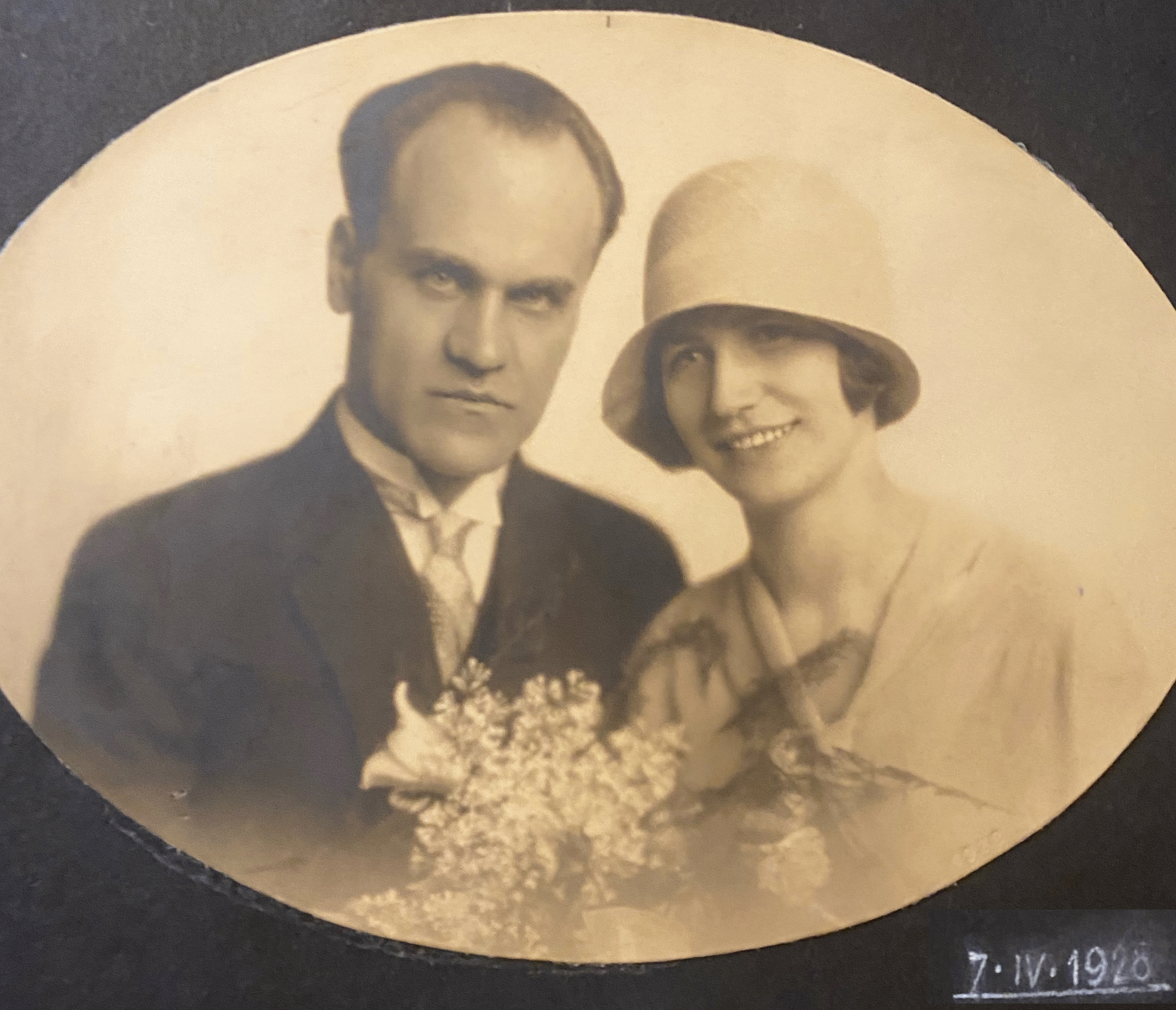
Svatební fotografie z roku 1928

František Andršt (13. února 1897 Benešov u Prahy – 30. září 1941 Praha) byl český sociálně demokratický odborový pracovník a účastník protinacistického odboje za druhé světové války.

## Životopis
Pracoval jako úředník České spořitelny v Praze. Ve 30. letech dvacátého století byl jednatelem Odborového svazu bankovního úřednictva (v jiném zdroji uváděno jako Svaz bankovních a spořitelních úředníků), redaktorem časopisu Bankovní úředník a politicky se angažoval v sociálně demokratické straně.
Po 15. březnu 1939 se velice záhy zapojil do domácích odbojových struktur (krycí jména "Malina", "Bradáč") a brzy přešel do ilegality. Značnou měrou se podílel na zformování ilegální odbojové organizace Petiční výbor Věrni zůstaneme (PVVZ). PVVZ také (spolu s JUDr. Karlem Bondym) zastupoval (v období od března 1940 až do konce června 1941) v zastřešujícím orgánu domácího odboje - Ústředním vedení odboje domácího (ÚVOD). V odboji v rámci PVVZ působil jako člen jeho vedení. Řídil odborářskou složku organizace PVVZ, především ale koordinoval skupiny železničářů a poštovních zaměstnanců. Od jara roku 1940 spolupracoval s vojenským odbojem (ilegální organizace Obrana národa) spolu s nímž se věnoval organizování rozsáhlé zpravodajské činnosti. Zpravodajskou činnost také vykonával pro Ústřední vedení odboje domácího. František Andršt byl koncem června roku 1941  zatčen gestapem (viz dále). Po vyhlášení prvního stanného práva dne 28. září 1941 byl odsouzen k trestu smrti a o dva dny později - v předposlední zářijový den roku 1941 byl popraven v Praze-Ruzyni (viz dále). 

## Činnost v PVVZ (podrobněji)

### Počátky PVVZ
František Andršt stál u samých počátků budování ilegální odbojové organizace PVVZ.  V počáteční fázi budování PVVZ (léto 1939) bylo řídící centrum PVVZ tvořeno dvěma komisemi: politickou a organizační. (Obě tyto komise tvořily první garnituru PVVZ.) Kromě jiných odbojářů působil František Andršt v komisi organizační. Tato komise se během července 1939 a srpna 1939 scházela v Národním domě na Vinohradech. Na svá jednání zvala důvěrníky vznikající ilegální sítě (železničářská složka, poštovní složka).
Závažné hospodářské zprávy získával František Andršt. Jejich zdrojem byl například devizový referent Národní banky František Klečka. Ten dodával Andrštovi přehledy o devizovém hospodářství Němců a o stavu zásobování průmyslovými a potravinářskými surovinami. František Klečka také sestavoval rozbory o dovozech a vývozech a o finančních transakcích. To umožňovalo domácímu odboji a jeho zpravodajcům vytvářet si poměrně přesný obraz o stavu zásobování především v oboru válečně strategických surovin a o perspektivě válečné výroby. Klečkovy přehledy si František Andršt nechával převádět do formy mikrosnímků.

### Do čela II. garnitury PVVZ
Do čela II. garnitury PVVZ se dostal František Andršt a JUDr. Karel Bondy po rozbití I. garnitury PVVZ (v únoru 1940) gestapem. Oba se snažili napravit konspirační chyby I. garnitury PVVZ tím, že po vzoru komunistického odboje zavedli "systém trojek" a "systém spojek". Na jednu osobu (ilegalistu) byly napojeni maximálně tři další osoby. K tomu navíc důsledně prosazovali používání krycích jmen ve styku mezi odbojáři. Styk mezi nejmenšími organizačními jednotkami PVVZ byl realizován výhradně pomocí spojek. Ilegální organizace v rámci sítě PVVZ měly striktně zakázáno spojovat se a spolupracovat spolu „přímo“, a to i v případě, že se o sobě dozvěděly. Dle těchto nových pravidel fungovala síť PVVZ od dubna 1940.

### V akčním komitétu PVVZ
Přebudovaná síť PVVZ fungovala od jara 1940 do podzimu 1941, byla vedena „akčním komitétem“, ve kterém bylo organizační vedení svěřeno JUDr. Karlu Bondymu a Františku Andrštovi. (Po zatčení Andršta koncem června 1941 převzal jeho odbojové úkoly Ing. Josef Friedl.) Akční komitét byl tvořen ještě (kromě Bondyho a Andršta) profesorem Volfgangem Jankovcem, Janem Černochem a dalšími ilegalisty. Organizátorská aktivita Bondyho a Andršta v PVVZ od jara 1940 směřovala především k dobudování horizontální a vertikální struktury odbojové sítě PVVZ. Bondy a Andršt v akčním komitétu PVVZ akcentovali především spojení "odbojářského jádra PVVZ" s širokými vrstvami zaměstnanců a dělníků. Bondy a Andršt koncepčně řídili činnosti skupiny železničářů a poštovních zaměstnanců. (Obě tyto jmenované skupiny byly vytvořeny již na jaře 1939 a úspěšně přešly z I. do II. garnitury PVVZ.)

### Dělničtí důvěrníci
Od poloviny roku 1940 byla ustavena malá skupina pražských dělnických důvěrníků PVVZ. Tuto skupinu měl organizačně na starosti Andršt (v jejím řízení mu pomáhali JUDr. Karel Bondy a Volfgang Jankovec). Přes skupinu dělnických důvěrníků získávalo PVVZ zpravodajské informace ze Škodovky na Smíchově, z letňanské Avie, z vysočanského ČKD ... Skupina dodávala informace přímo Andrštovi. Jednalo se o informace hospodářské povahy a informace, jenž se týkaly válečné výroby. (Výroba letadel v letňanské Avii, zprávy z ČKD o velikosti a typech vyráběných tanků, o výrobě traktorů, lokomotiv a cisternových vagonů apod.) Jaké informace potřebuje domácí odboj od těchto důvěrníků specifikoval Andršt a v jeho instrukcích nechyběly ani pokyny ke shromažďování údajů o postojích, náladách a názorech dělnictva. Zpravodajsky cenné údaje od dělnických důvěrníků v místech se přes spojky (nebo pomocí dopisů adresovaných na krycí adresy PVVZ) dostávaly k vedoucím organizátorům PVVZ (JUDr. Karel Bondy, František Andršt, Ing. Josef Friedl, Josef Pešek). Ti zprávy sumarizovali, vyhodnocovali a připravovali k odeslání za hranice protektorátu ilegálními cestami (kurýrní služba, radiotelegraficky). 

### Krajinův monopol
Problém s předáváním zpráv radiotelegrafickou cestou působil vedení PVVZ fakt, že jediná cesta pro radiové spojení s exilovou vládou v Londýně byla výlučně v rukou telegrafistů Vladimíra Krajiny. Krajina dodané zprávy dodatečně svévolně vybíral, nevysílal je všechny, některé opatřoval vlastními komentáři, a tak se autorství zpráv vytrácelo (nebylo možno jednoznačně rozlišit původce zprávy). PVVZ bylo tedy na Krajinovi svým způsobem závislé, a to nechtěně a poté, co na počátku roku 1940 neprozřetelně odmítlo převzít odpovědnost za organizaci spojení s Londýnem. Tuto situaci se v zimě 1940 pokusilo PVVZ (prostřednictvím poštovních zaměstnanců) řešit. Získalo sice vlastní radiotelegrafisty, ale sestavit a zprovoznit vlastní funkční radiostanici se nepodařilo. František Andršt měl na nákup potřebných součástek poskytnout finanční prostředky (v objemu cca 40.000 Kč), ale byl zatčen. V tomto úsilí pokračoval Karel Bondy, ale nakonec celá snaha postavit a zprovoznit vlastní vysílačku v režii PVVZ ztroskotala jak na technických problémech tak i na tom, že PVVZ nemělo vlastní kryptografické vybavení (šifrovací algoritmy a šifrovací klíče).

## Vazby s ostatními odbojáři
Po rozbití Politického ústředí (PÚ), přesněji po odchodu řady jeho členů do zahraničí, se vytvořila nová ilegální odbojová organizace Ústřední vedení odboje domácího (ÚVOD). Ta byla zastřešující organizací zahrnující i Petiční výbor Věrni zůstaneme (PVVZ). Spolu s Vladimírem Krajinou se na činnosti ÚVODu podíleli mimo jiné: František Andršt, Josef Balabán, JUDr. Karel Bondy, plukovník Josef Churavý, Antonín Pešl a záhy i Dr. Václav Holý, profesor Volfgang Jankovec, Josef Mašín, Václav Morávek a mnozí další. Vladimír Krajina měl v ÚVODu totiž nezastupitelnou úlohu (také se jako jediný z výše uvedených dožil konce války). Na podzim 1941 - v rámci I. stanného práva, které po svém příchodu do Prahy inicioval Reinhard Heydrich - se totiž gestapu podařilo většinu vedení ÚVODu zlikvidovat.

### Anna Pollertová
Anna Pollertová blízce spolupracovala s JUDr. Miladou Horákovou – Královou z Národní rady žen, rovněž s Mastníkovou, Ing. Josefem Friedlem, prof. Dr. Vojtěchem Čížkem, Františkem Andrštem (Malinou) a jinými členy vojenské skupiny. Jedním z jejích úkolů bylo postarat se o první parašutisty z Británie, kteří přistáli v protektorátu.

### Otto Linhart
Od srpna 1940 spolupracoval radiotelegrafista Otto Linhart také s Františkem Andrštem (PVVZ).

### JUDr. Rudolf Mareš
Dobrý organizátor Rudolf Mareš byl vedle Františka Andršta, JUDr. Karla Bondyho a Ing. Josefa Friedla jedním z hlavních budovatelů sítě PVVZ. Františku Andrštovi pomáhal Rudolf Mareš v organizování sociální péče o rodiny lidí zatčených gestapem. Rudolf Mareš pracoval v tzv. "podpůrné" skupině PVVZ, kde převzal po Jaroslavu Šimsovi péči o rodinné příslušníky zatčených odbojářů, kterým rozděloval prostředky podpory. Přes Františka Andršta se Rudolf Mareš seznámil i s plukovníkem Josefem Churavým – zástupcem Obrany národa (ON) v ilegální organizaci PVVZ.

## Zatčení
František Andršt byl zatčen na udání konfidenta gestapa Antonína Nerada.  Za dopadení Františka Andršta obdržel Antonín Nerad (alias Kučera, gestapácké krycí jméno Dvořák) jidášskou sumu 50 000 protektorátních korun.

## Poprava
František Andršt byl popraven dne 30. září 1941 za I. stanného práva v ruzyňských kasárnách (Kasárnách Heinricha Himmlera)  v Praze. Spolu s ním zde ve stejný den bylo zbaveno života i mnoho dalších odbojářů. 

## Aktivity Františka Andršta v Praze
| Adresa                                         | Období      | Popis |
| ---------------------------------------------- | ----------- | --- |
| 110 00 Praha 1 – Nové Město, Jungmannova 32/25 | 1940 a 1941 | V letech 1940 a 1941 v obchodě s kartáči a hřebeny fungovala důležitá zpravodajská přepážka. Zde si vyměňovali informace ilegálové z okruhu vydavatelů časopisu Český kurýr a členové PVVZ. Do října 1941 sloužil obchod ke schůzkám vedoucích představitelů ÚVODu a ostatních odbojářů. Sem pravidelně docházeli JUDr. Rudolf Mareš, František Andršt, Karel Prokop, Bohumil Bachura a další. Stejní ilegalisté se scházeli též v nedaleké restauraci "U Jelínků" v Charvátově ulici. |

## "Ve Pštrosce 7"

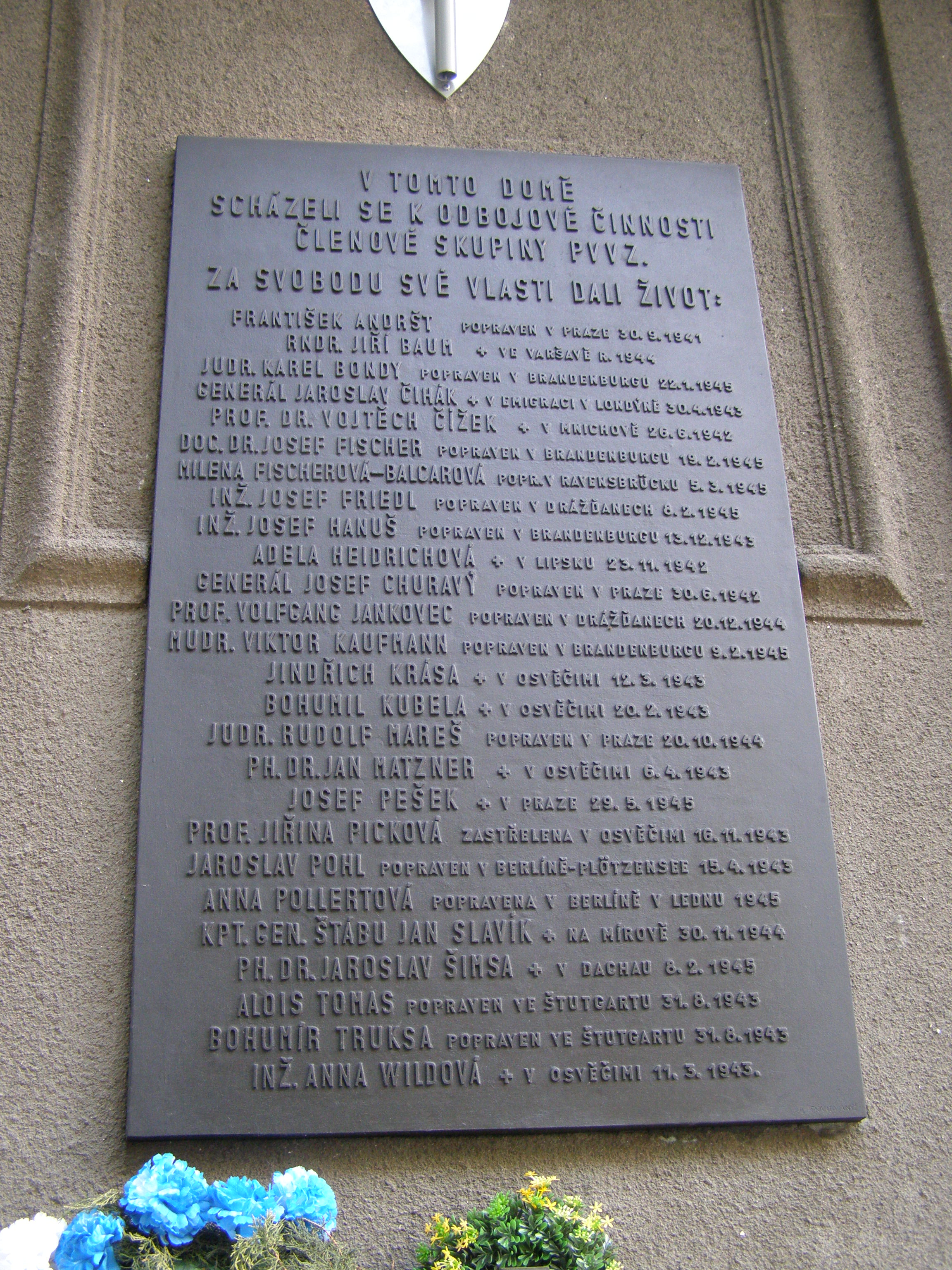
Pamětní deska odbojové
činnosti skupiny PVVZ
GPS:

Dnes se jméno Františka Andršta nalézá například na pamětní desce obětem 2. světové války umístěné na domě číslo 34/7 v ulici Anny Letenské na Praze 2, (dříve ulice „Ve Pštrosce“). To bylo jedno z hlavních center, v jehož prostorách se tajně scházeli členové organizace PVVZ. V tomto domě se nacházely jednak byty Anny Pollertové, ale také zde měl ordinaci MUDr. Viktor Kaufmann. V této ordinaci proběhly na začátku okupace schůzky první garnitury vedení odbojové organizace PVVZ. Pamětní deska obsahuje jména těch, kteří se konce války nedočkali.

## Dovětek: Rodina a potomci
Otcem Františka Andršta (1897–1941) byl řezník František Andršt (bytem v Benešově číslo 209) narozený 5. dubna 1872. Matkou Františka Andršta (1897–1941) byla Augustína Jíšková narozená 20. srpna 1872. Dne 7. dubna 1928 se František Andršt (1897–1941) oženil s Marií Měchurovou (1902–1993). Jejich jediným synem byl Boris Andršt (* 3. listopadu 1928 – 30. dubna 2014). Syn Borise Andršta je Mark (Marek) Andršt, který žije v USA.